# Temps des sucres
 (mai 2013).
Le temps des sucres ou saison des sucres est une période de 4 à 6 semaines, de la mi-mars à la fin avril qui correspond à la mise en exploitation des érablières ayant une signification culturelle particulière dans le nord-est de l'Amérique du nord, particulièrement dans la culture québécoise.

## Histoire[3]
Bien avant la venue des Européens en Amérique du Nord, les autochtones recueillaient déjà l'eau d'érable. Dès leur installation permanente sur le continent au début du XVIIe siècle, les Français se métissèrent avec les premiers habitants du pays et commencent à faire de la cueillette de l’eau d’érable une pratique courante, facilitée par l’usage de raquette à neige permettant de marcher sur la neige, un autre apport de la culture autochtone.
Originellement, l'eau d'érable à sucre était récoltée en faisant une entaille dans le tronc de l'arbre et en y fixant un morceau de bois appelé goutterelle, goudrille ou coin. L'eau s'écoulait dans un cassot d'écorce de bouleau, suivant les pratiques amérindiennes, remplacé plus tard par un seau de bois. Au XIXe siècle, un trou est percé et des chalumeaux en bois y sont insérés.
Au XIXe siècle, le procédé s’est raffiné : un trou est d’abord percé dans le tronc d’un arbre au moyen d’une mèche ou gouge de forme arrondie. Ensuite, des chalumeaux de bois sont insérés dans l’entaille pour favoriser l’écoulement de la sève. L'eau récoltée était recueillie dans des seaux et transportée sur des traîneaux tirés par des chevaux. Jusqu'à la fin du XIXe siècle, l'eau d'érable était bouillie dans des chaudrons de fer suspendus à des troncs d’arbres sur de gros feux en extérieur. La cuisson se faisait donc à l’extérieur, sans abri.
Plus tard, en construisant des abris pour protéger la cuisson et éviter les pertes de chaleur, les premières cabanes à sucre apparaissent. Au début du XXe siècle, elles se sont généralisées dans le paysage québécois.

## Annexe